# Şomutəpə
Şomutəpə (ook geschreven als Sjomoe-Tepe of Shomu-tepe) is een prehistorische nederzetting in het district Ağstafa van Azerbeidzjan. De neolithische Sjoelaveri-Sjomoecultuur van de Zuidelijke Kaukasus is vernoemd naar de site, die zich in de noordelijke buitenwijk van de moderne stad Ağstafa bevindt.

## Onderzoek
In de jaren zestig was de archeoloog İdeal Nərimanov de eerste die hier een nieuwe cultuur herkende, nadat hij deze plek aan de rand van Ağstafa had opgegraven. Deze staat nu bekend als de Sjoelaveri-Sjomoecultuur. In 1961-1964 deed hij onderzoek over een oppervlakte van 400 m².

## Schikking
De dikte van het het geheel aan cultuurlagen in de nederzetting varieert van 1 tot 2,5 m. 
De inwoners van Şomutəpə woonden in kleine ronde huizen gebouwd van ongebakken plano-convexe leemstenen. Het plafond van het huis werd ondersteund door een paal die in de vloer was ingegraven. De woningen hadden één en soms twee ingangen. De maximale diameter van deze woongebouwen was 3,7 m. Later identificeerde Nərimanov hier twee soorten ronde gebouwen, kleine met een diameter van ongeveer 2 m, en grote met een diameter van ongeveer 3,5 m. 
De haarden waarmee de huizen werden verwarmd, waren tegen de muren geplaatst. Sommige kachels bevonden zich ook buiten. De boerderijgebouwen van Şomutəpə hadden net als de woonhuizen een cirkelvormige plattegrond.
In de Şomutəpə-nederzetting werden graankorrels en gereedschappen van steen en been, waaronder slijpstenen en benen sikkels, gevonden. De lithische industrie van de inwoners was vrijwel uitsluitend gebaseerd op obsidiaan, voornamelijk bestaande uit klingen, maar soms ook microlieten.
Er werd ook een vrouwenfiguur van been gevonden.
Aardewerk werd gemaakt van klei gemagerd met zand of soms plantaardig materiaal, en soms bedekt met rode verf. 